# Bocchin dell'Aseo
Il Bocchin dell'Aseo (o Bocchino dell'Aseo) è un valico alpino delle Alpi liguri alla quota di 2292 m s.l.m..

## Toponimo

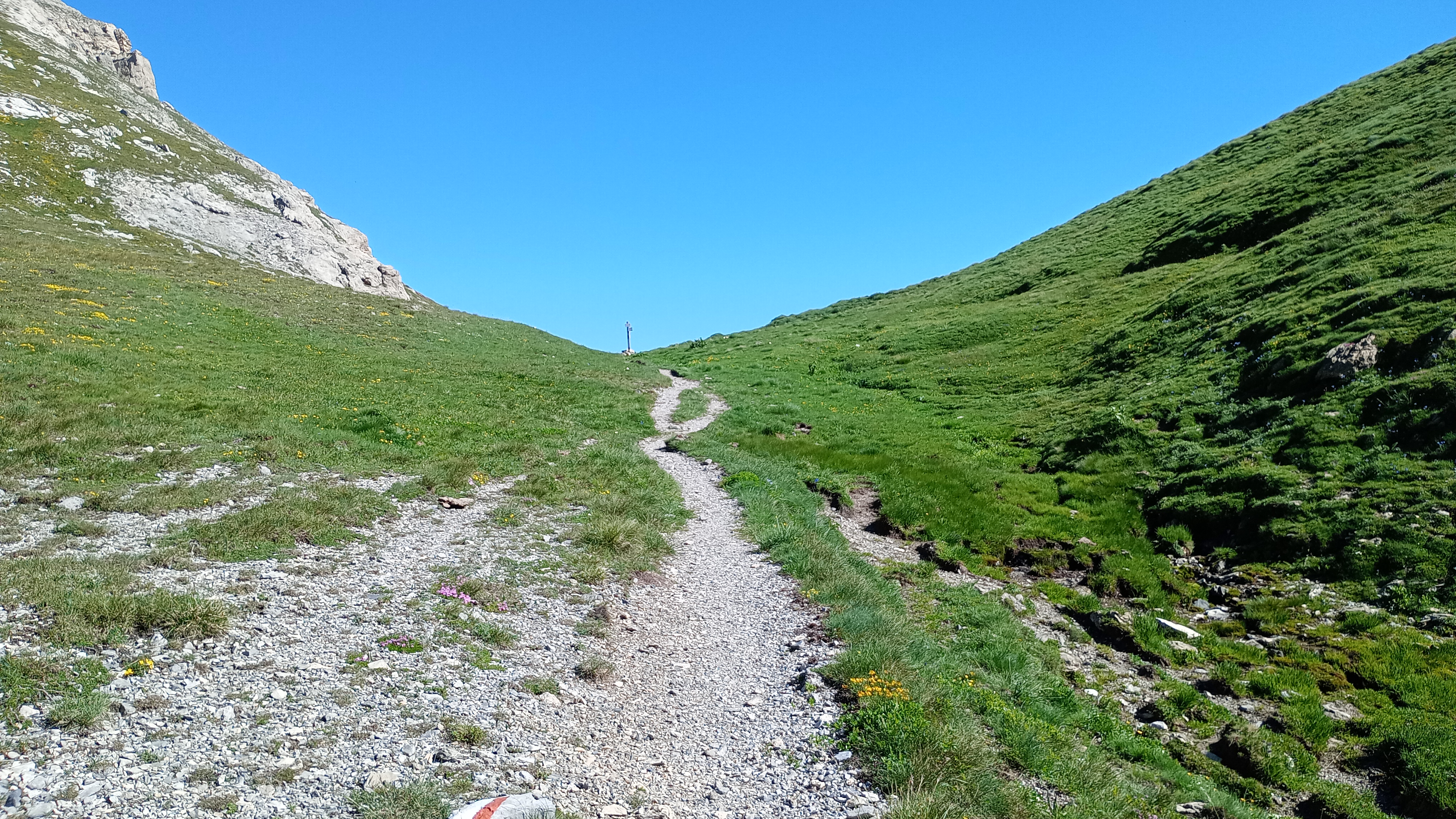
Vista dalla Val Tanaro

Il termine bocchino (o come in questo caso bocchin) viene usato nelle Alpi del Marguareis per riferirsi ad un valico, come ad esempio il Bocchino della Brignola o il Bocchino delle Scaglie (rispettivamente a nord e ad est del Mogioie).
In alcuni documenti del XVII e del XVIII secolo invece che Aseo compare nel toponimo il termine Aceto; nel dialetto locale la pronuncia è asio.

## Storia
Il valico è il principale punto di passaggio tra le valli Tanaro e Corsaglia e vi transitava una storica via di comunicazione tra Piemonte e Liguria dedicata, in particolare, al trasporto dell'olio e del sale. L'itinerario, passando per il Colle della Balma, raggiungeva poi Mondovì e la pianura padana. A questi antichi commerci è legato il nome del Pian dell'Olio, a sud del passo, dove secondo la tradizione avvenivano i pagamenti delle merci e il controllo dei diritti di transito. Anche durante la Resistenza il Bocchin dell'Aseo costituì uno dei pochi punti di transito che i partigiani potevano utilizzare durante l'inverno, nonostante il notevole innevamento di quegli anni.

## Geografia
Il valico è collocato sullo spartiacque tra la Val Corsaglia (a nord) e l'Alta Val Tanaro, e si apre tra il Monte Mongioie (a nord-ovest) e la Cima Revelli (2487 m s.l.m.) . Da un punto di vista orografico separa due gruppi alpini, il Gruppo Mongioie-Mondolè (a ovest del colle) e il Gruppo Pizzo d'Ormea-Monte Antoroto (a est). A nord del Bocchin dell'Aseo si trova la conca del Lago Raschera.

## Geologia
Nei pressi del colle passa una linea divisoria tra le rocce calcaree che costituiscono il Monte Mongioie e una zona di arenaria metamorfica presente più ad est. Sul lato orientale del passo si può notare la sinclinale che collega lo stesso Mongioie con il Bric di Conoia.

## Accesso

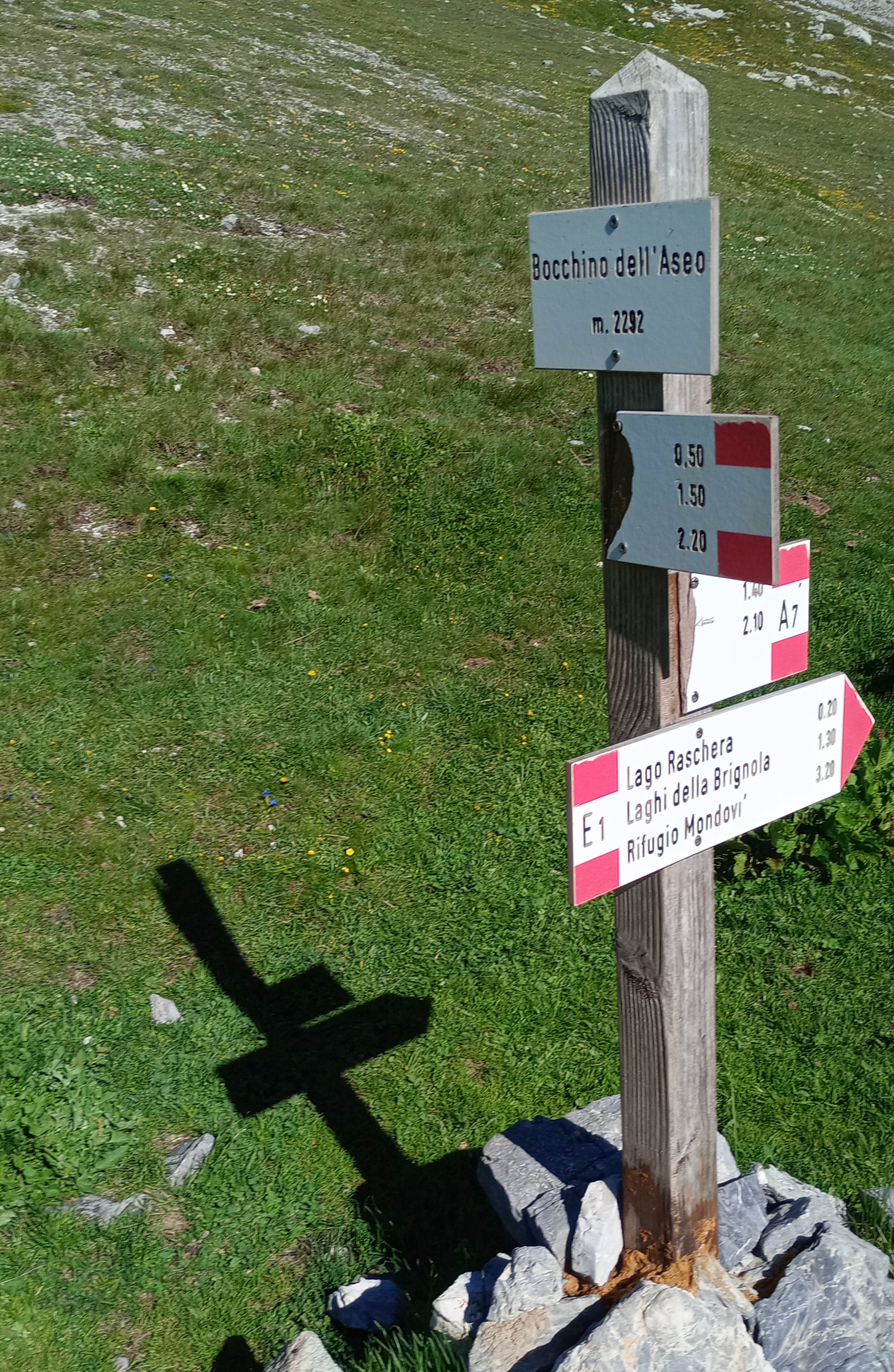
Segnalazioni escursionistiche sul passo

### Accesso estivo
Il Bocchin dell'Aseo è raggiungibile per sentiero da Viozene passando per il Pian dell'Olio (2089 m) oppure da Bossea, partendo dalla località Ponte Murao. Per il  valico passa anche la via normale per la salita al Mongioie.

### Accesso invernale
Durante l'inverno si può raggiungere il Mongioie passando dal Bocchin dell'Aseo. La salita scialpinistica dal Rifugio Mongioe è complessivamente considerata di difficoltà AD-.

### Punti di appoggio
- Bivacco Franco Cavarero, in val Corsaglia.
- Rifugio Mongioie, in Val Tanaro
- Rifugio Balma, sullo spartiacque val Maudagna/val Corsaglia.